# Böhnecke Glacier
Böhnecke Glacier är en glaciär i Antarktis. Den ligger i Västantarktis. Argentina, Chile och Storbritannien gör anspråk på området. Böhnecke Glacier ligger 184 meter över havet.
Terrängen runt Böhnecke Glacier är varierad. Böhnecke Glacier ligger nere i en dal. Trakten är obefolkad. Det finns inga samhällen i närheten.